# Svirská jezera
Svirská jezera (bělorusky Свірскія азёры) nebo Svirská skupina jezer (bělorusky Сьвірская група азёр) je skupina jezer na severozápadě Běloruska. Rozprostírají se na území Naračano-Vilejské nížiny. Leží na teritoriu Vilejského a Mjadzelského rajónu v Minské oblasti. Náleží do povodí řeky Strača (přítok řeky Vilija).

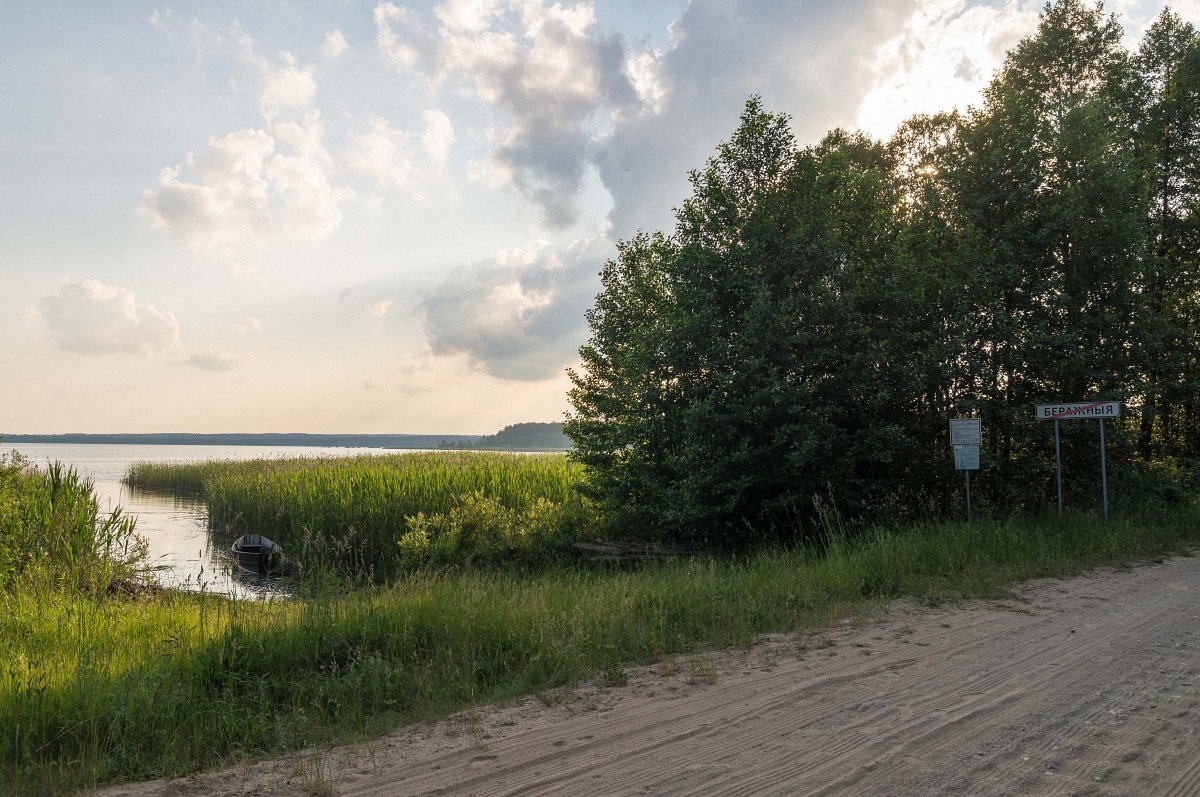
Břeh jezera Višněŭskaje

Skupina Svirských jezer zahrnuje následující jezera:
- Svir (22,28 km²)

- Višněŭskaje (9,97 km²)

- Svirnišča (0,38 km²)

- Hluchoje

- Tušča a jiné.

Jezero Višněŭskaje přes řeku Smolka má odtok do jezera Svir, ze kterého teče řeka Svirica vlévajíci se do řeky Strača. Jezero Svirnišča a Hluchoje mají odtok do řeky Svirica přes kanalizovaný potok.
Jezera a jejich okolí se nachází na území Naračanského národního parku.